# Comuna Strunga, Iași
Strunga (în maghiară Sztrunga) este o comună în județul Iași, Moldova, România, formată din satele Brătulești, Crivești, Cucova, Fărcășeni, Fedeleșeni, Gura Văii, Hăbășești și Strunga (reședința).

## Geografie

### Așezare
Comuna se află în vestul județului, la sud-vest de orașul Târgu Frumos. Este străbătută de șoseaua națională DN28, care leagă Iașiul de Roman. Lângă Hăbășești, din acest drum se ramifică șoseaua județeană DJ280, care duce spre sud la Oțeleni și mai departe în județul Neamț la Bâra, Stănița, înapoi în județul Iași la Dagâța și mai departe în județul Vaslui la Băcești (unde se termină în DN15D).

### Climă
Zona se caracterizează prin ierni reci și veri calde, cu vînturi neregulate, mai ales din direcția nord-vest și nord iarna, și sud, sud-est primăvara, precum și prin ploi bogate la începutul verii.
Temperatura medie anuală a aerului are valori cuprinse între 8,3 °C - 9 °C.
Suma medie a precipitațiilor este de 502,3 mm, la Târgu Frumos și 529 mm la Roman. Datorită existenței diverselor forme de relief, în comună se disting și microclimate locale. Pe trenurile joase se întîlnește un microclimat umed, cu o frecvență mare a brumelor tîrzii și a celor timpurii de toamnă. Aici se află și suprafețe restrînse cu exces de umiditate. Pe versanții cu expoziție nordică se întîlnește un microclimat mai rece și cu precipitații mai bogate. Platourile înalte au o temperatura medie anuală mai scăzută și sînt afectate de vînturi puternice.

### Hidrografie
Din punct de vedere hidrografic, teritoriul comunei Strunga aparține bazinului superior al Bahluiețului (partea de nord-est) și bazinul mijlociu al Siretului (partea de sud-est).
Alimentarea apelor curgătoare se face atît din apa provenită din scurgerea de pe suprafața teritoriului în timpul ploilor și topirii zăpezilor, cît și din pînzele freatice, cînd acestea ajung la suprafață sub formă de izvoare.
Dintre apele de suprafață, râul Rediu (ca majoritatea apelor curgătoare din zonă) se caracterizează printr-o mare instabilitate a regimului nivelelor și debitelor. Maximul de scurgere este la topirea zăpezilor și în timpul ploilor torențiale, în timp ce în perioadele secetoase ale anului, scurgerea se reduce foarte mult, uneori pînă la secarea definitivă în anii secetoși.
Pe cuprinsul teritoriului Strunga, datorită condițiilor de relief, climă, geologie, vegetație și soluri, adîncimea, debitul și chimismul apelor subterane suferă variații importante.
În zonele mai înalte ale culmilor și platourilor adîncimea apelor freatice este de 6 – 10 m, putînd depăși pe alocuri valoarea de 10 m, ca urmare a alcătuirii geologice permeabile predominante. Aceste ape au debit însemnat, o mineralogie slabă și o potabilitate ridicată.
În zona treimii inferioare a versanților, adîncimea apei freatice este în jur de 4 – 6 m, putînd depăși pe alocuri 6 m. Iesirea sub formă de izvoare se poate semnala la baza unor versanți unde formează lacoviști. Au debit relativ bogat și mineralizare diferită.
Conform evidenței cadastrale, în comună există 38 ha luciu de apă. Pe teritoriul comunei se află iazurile Stîrcea 1, Stîrcea 2 și Stîrcea 3 aflate în proprietatea consiliului Comunal Local

### Relief
Teritoriul comunei Strunga este situat în zona de contact dintre 3 unități naturale: Câmpia Moldovei, Podișul Sucevei (șeaua Ruginoasă - Strunga) și Podișul Central Moldovenesc, ceea ce are ca rezultat complexitatea factorilor naturali și o multitudine de întrepătrunderi ale acestora.

### Flora
Comuna Strunga are un perimetru funciar silvic de 720 ha reprezentînd 10,13% din terenurile neagricole. Prin aplicarea Legii Fondului Funciar au trecut în posesia a 248 persoane 146 ha de pădure. Pădurea este administrată de Ocolul Silvic Podu Iloaiei.

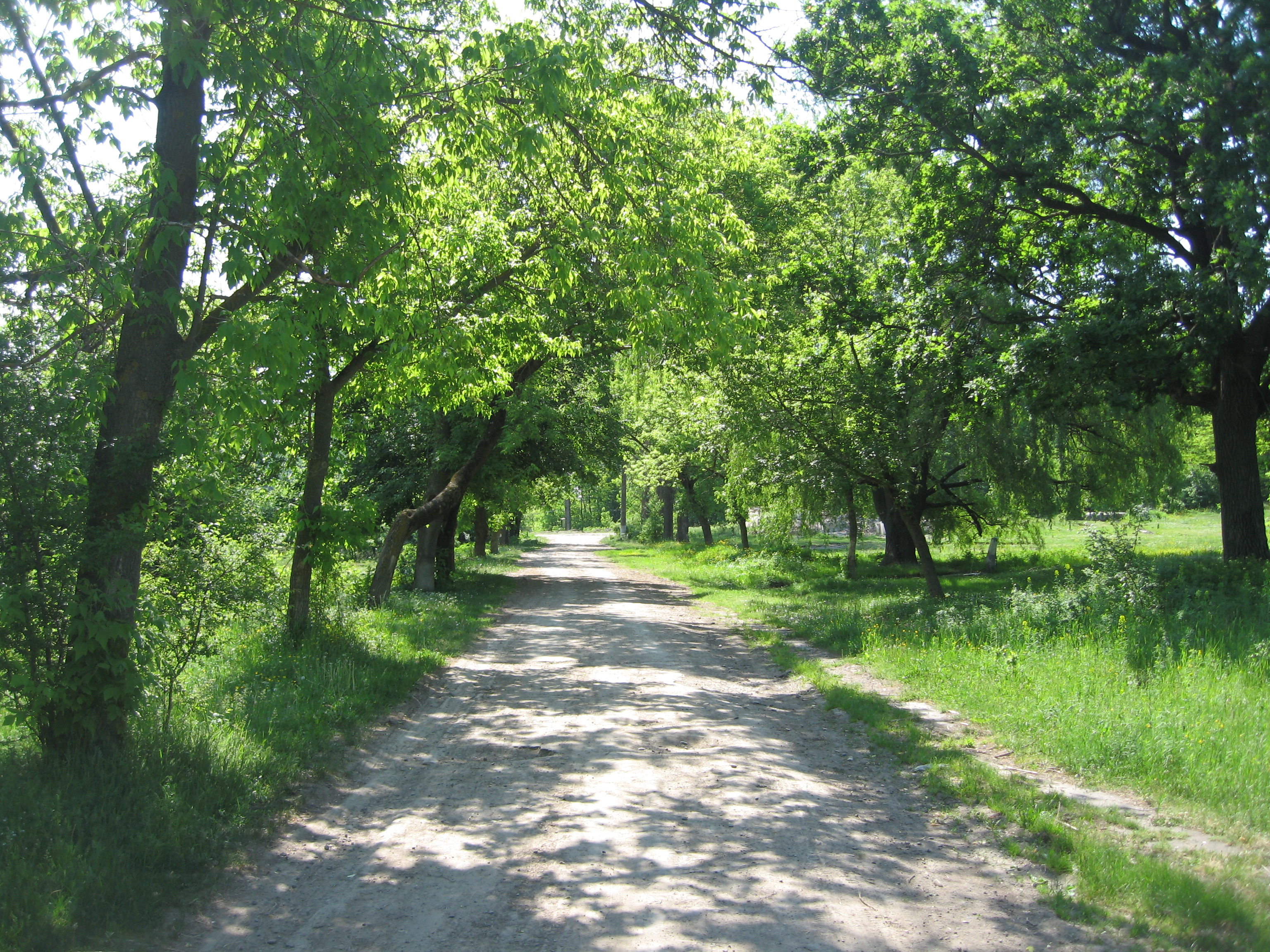
Pădurea Strunga
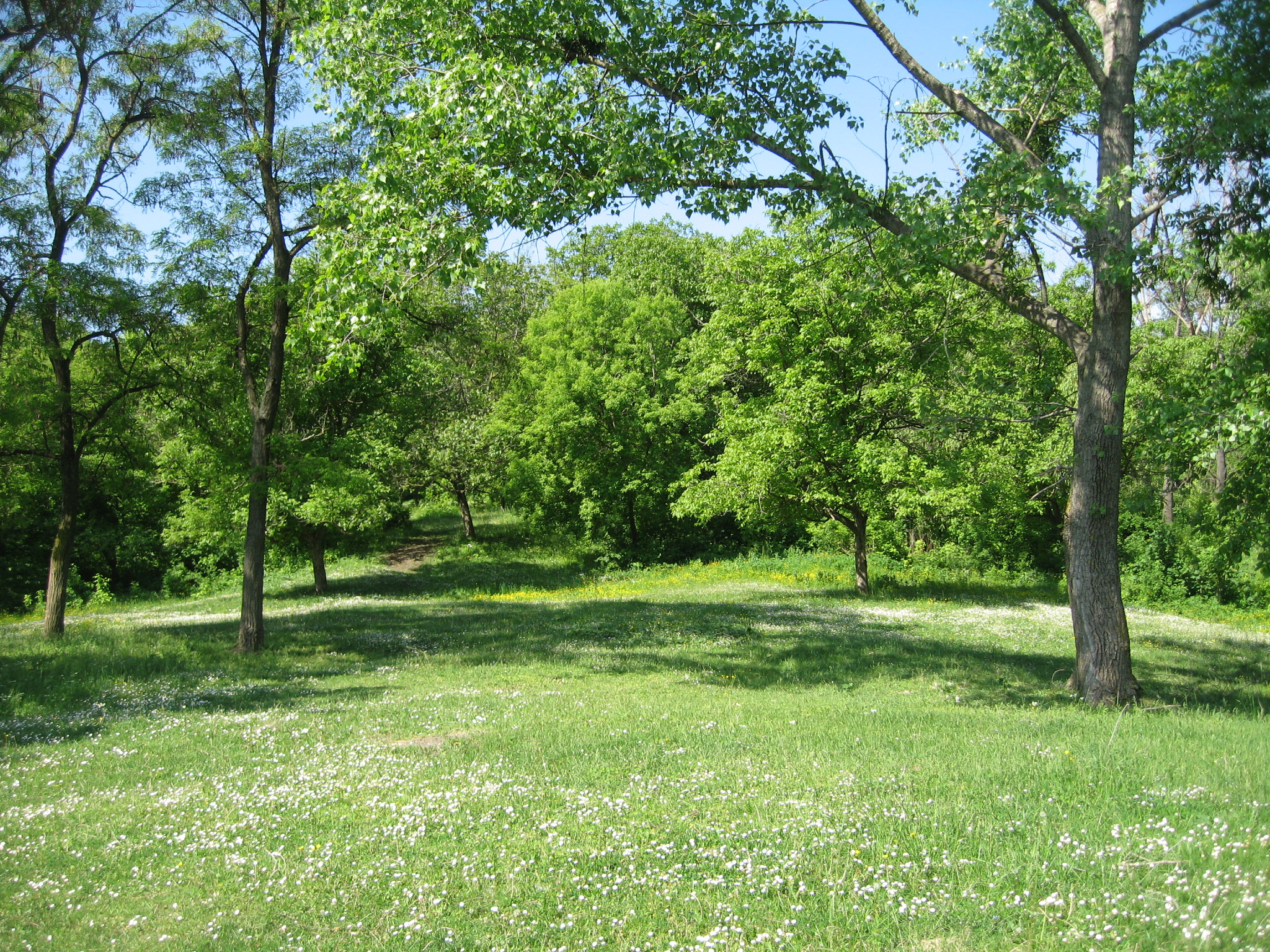
Pădurea Strunga
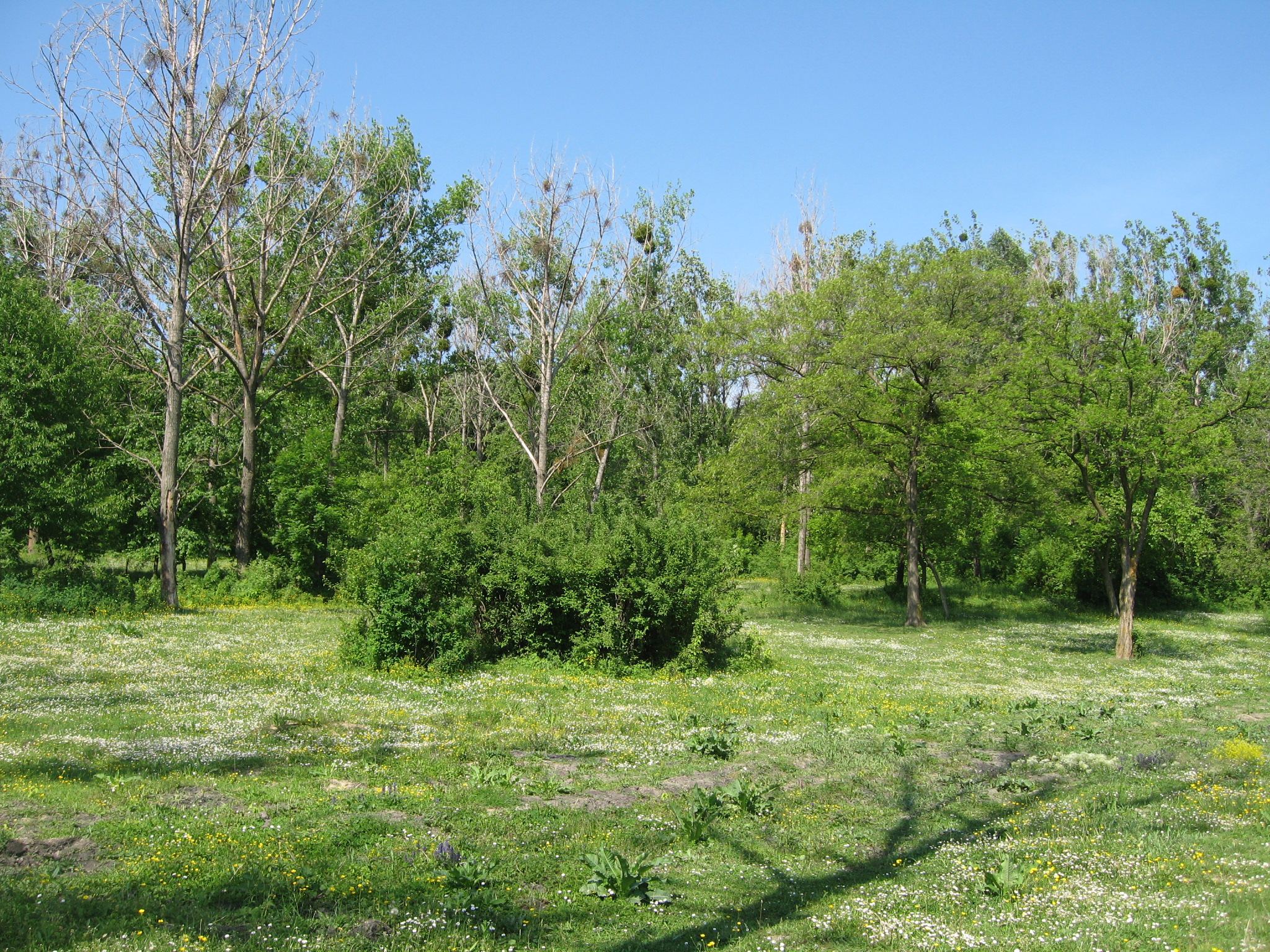
Poiană din Pădurea Strunga
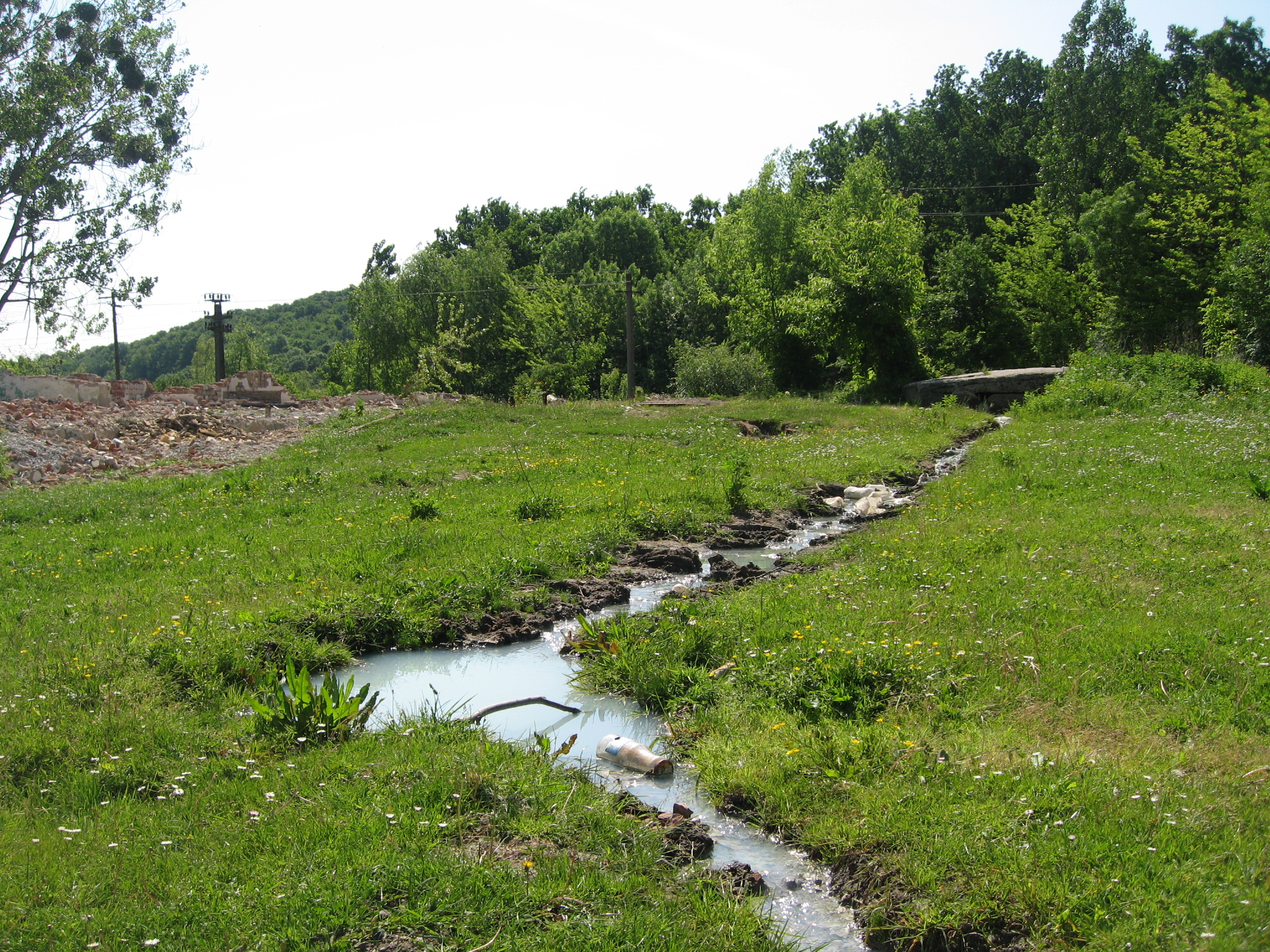
Izvorul de ape sulfuroase de la Strunga, actualmente abandonat
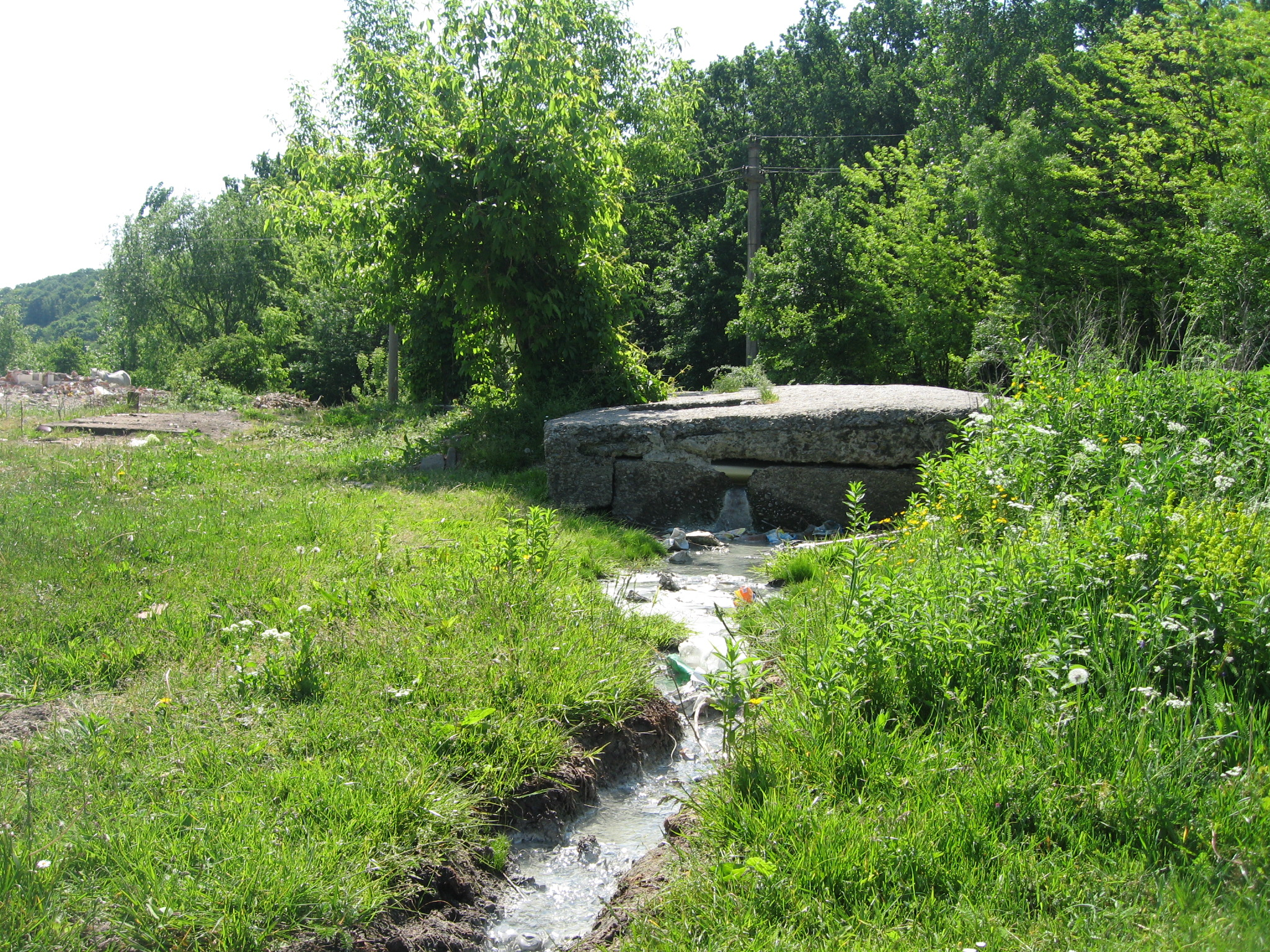
Izvorul de ape sulfuroase de la Strunga, actualmente abandonat
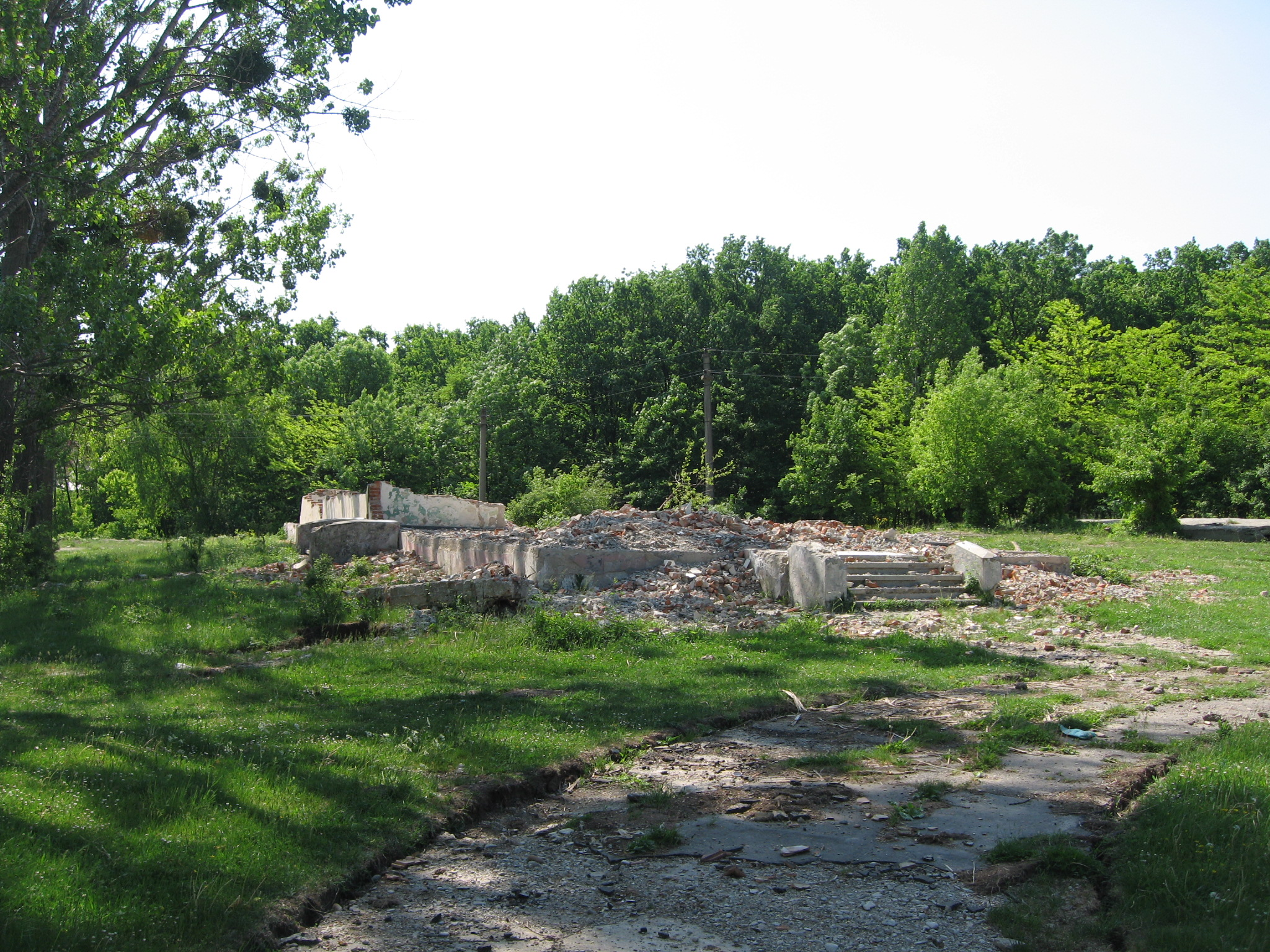
Clădirile fostei staţiuni Strunga au fost demolate după Revoluţia din 1989
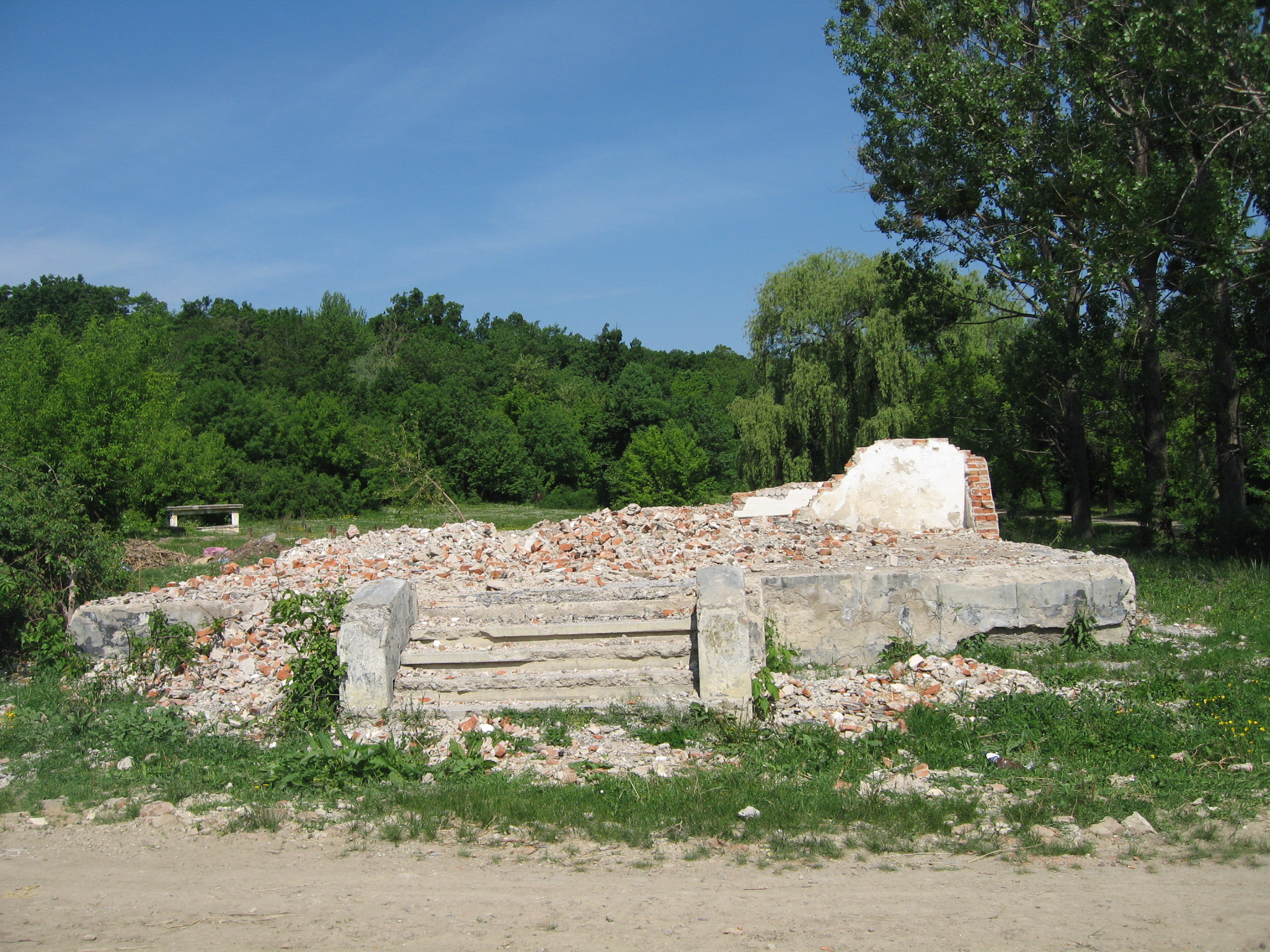
Pavilionul medical al fostei staţiuni Strunga a fost şi el demolat, rămânând numai subsolul
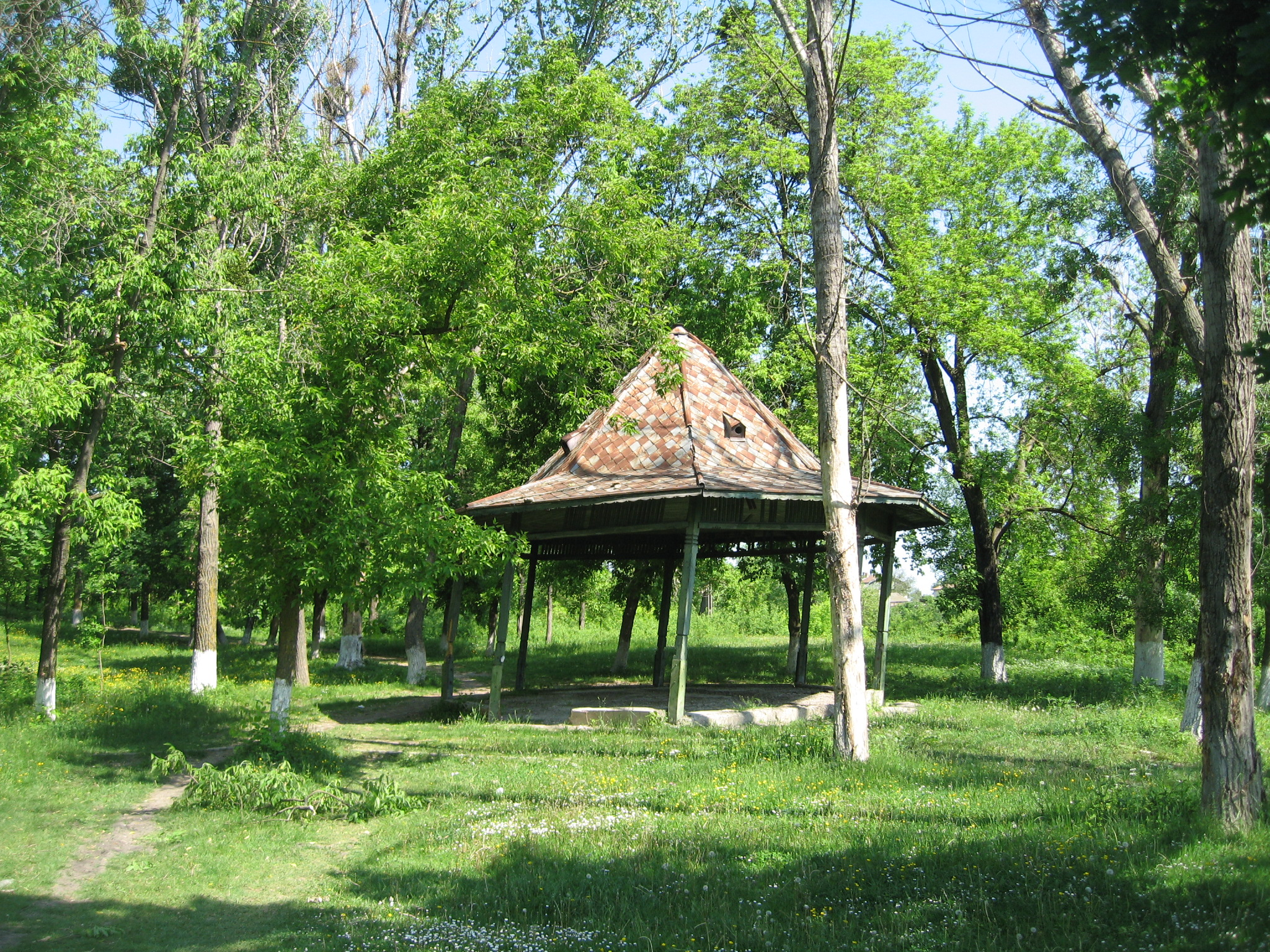
Foişor al fostelor Băi Strunga

## Demografie
Componența etnică a comunei Strunga
     Români (89,62%)
     Alte etnii (0,09%)
     Necunoscută (10,29%)
Componența confesională a comunei Strunga
     Ortodocși (45,74%)
     Romano-catolici (43,31%)
     Alte religii (0,51%)
     Necunoscută (10,43%)
Conform recensământului efectuat în 2021, populația comunei Strunga se ridică la 3.498 de locuitori, în scădere față de recensământul anterior din 2011, când fuseseră înregistrați 3.879 de locuitori. Majoritatea locuitorilor sunt români (89,62%), iar pentru 10,29% nu se cunoaște apartenența etnică. Din punct de vedere confesional, cei mai mulți locuitori sunt ortodocși (45,74%), cu o minoritate de romano-catolici (43,31%), iar pentru 10,43% nu se cunoaște apartenența confesională.

## Politică și administrație
Comuna Strunga este administrată de un primar și un consiliu local compus din 13 consilieri. Primarul, Sorin-Constantin Lazăr, de la Partidul Social Democrat, este în funcție din octombrie 2020. Începând cu alegerile locale din 2024, consiliul local are următoarea componență pe partide politice:
|  | Partid                          | Consilieri | Componența Consiliului | Componența Consiliului | Componența Consiliului | Componența Consiliului | Componența Consiliului | Componența Consiliului | Componența Consiliului |
|  | ------------------------------- | ---------- | ---------------------- | ---------------------- | ---------------------- | ---------------------- | ---------------------- | ---------------------- | ---------------------- |
|  | Partidul Social Democrat        | 7          |                        |                        |                        |                        |                        |                        |                        |
|  | Partidul Național Liberal       | 4          |                        |                        |                        |                        |                        |                        |                        |
|  | Alianța pentru Unirea Românilor | 1          |                        |                        |                        |                        |                        |                        |                        |
|  | Uniunea Salvați România         | 1          |                        |                        |                        |                        |                        |                        |                        |

## Istorie
La sfârșitul secolului al XIX-lea, comuna făcea parte din plasa Siretul de Sus a județului Roman și era formată din satele Brătulești, Crivești, Fedeleșeni, Găureaua, Hăbășești, Movileni și Strunga, având în total 2007 locuitori. În comună existau o școală mixtă, patru biserici și o stațiune balneară. Anuarul Socec din 1925 o consemnează în aceeași plasă, având 2556 de locuitori în aceeași alcătuire.
În 1950, comuna a fost transferată raionului Târgu Frumos și apoi (după 1956) raionului Pașcani din regiunea Iași. Satul Găureaua a primit în 1964 denumirea de Gura Văii. În 1968, comuna a trecut la județul Iași.

## Monumente istorice

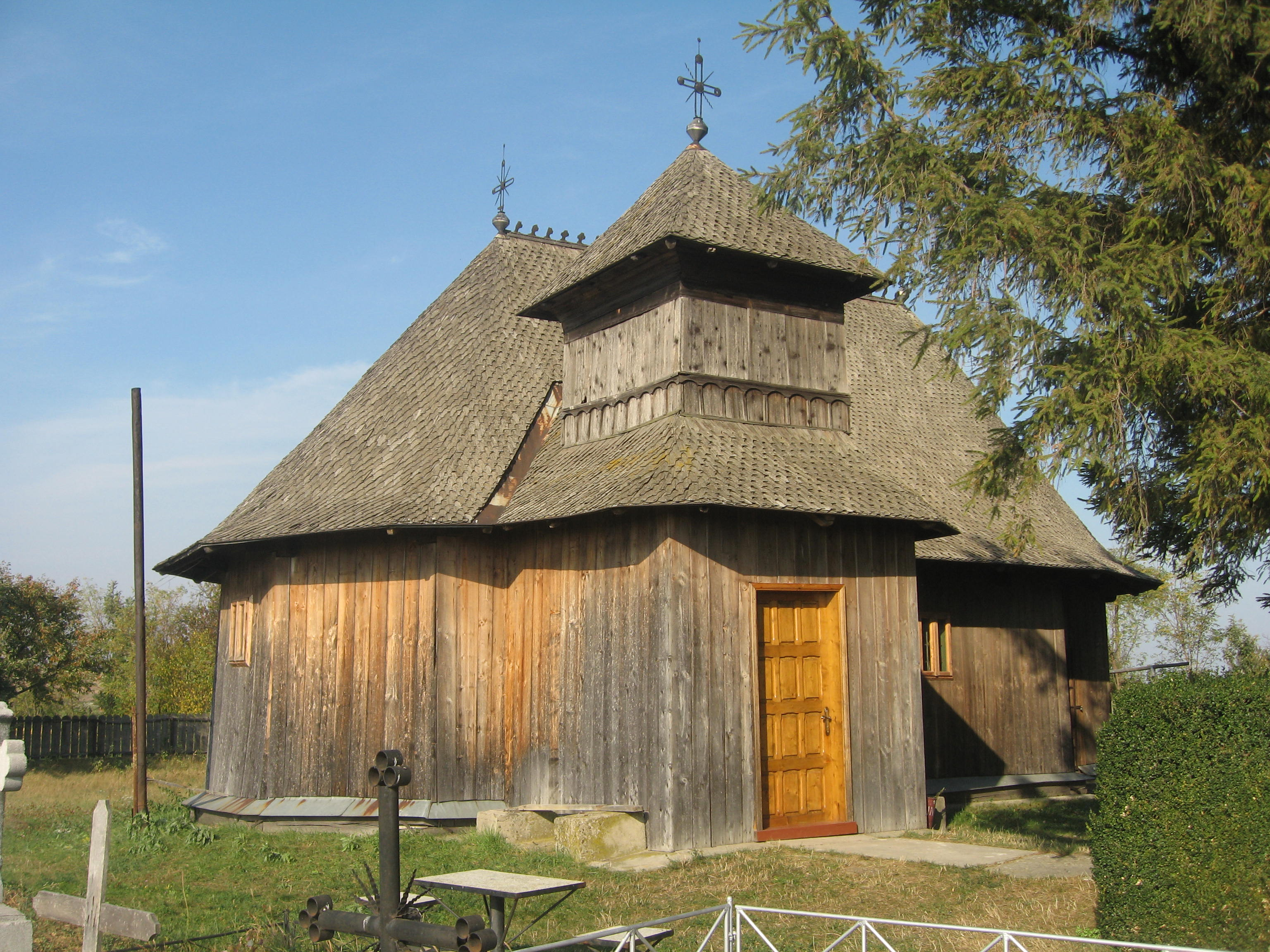
Biserica de lemn „Sfântul Nicolae” din Fedeleșeni, monument istoric

În comuna Strunga se află situl arheologic de interes național de „la Siliște” la 200 m sud de satul Hăbășești, sit ce cuprinde vestigii din eneolitic (cultura Cucuteni), perioada Halstatt, secolul al IV-lea e.n. (epoca daco-romană) și Epoca Medievală (secolele al XV-lea–al XVI-lea și secolele al XVII-lea–al XVIII-lea).
În rest, alte nouă obiective din comună sunt incluse în lista monumentelor istorice din județul Iași ca monumente de interes local. Șapte dintre ele sunt situri arheologice — situl „Pietrăria din Valea Hainei”; așezarea fortificată de la Crivești; situl de la Hârtop; situl din punctul „Râpa de la Șipot”; situl de la „Fundu”; vatra medievală a satului (toate din zona satului Crivești); și situl de „la Cruce în Fundoaia” de la nord-est de Fedeleșeni. Celelalte două sunt clasificate ca monumente de arhitectură: biserica de lemn „Sfântul Nicolae” (1747) din satul Fedeleșeni; și biserica „Sfântul Gheorghe” (1762) din Hăbășești.

## Personalități
- Nicolae M. Manolescu (n. 1936), medic veterinar, membru corespondent al Academiei Române;
- Inge Agop, armean din Asia Mică; descoperă în comună un izvor de ape sulfuroase și proiectează aici o stațiune balneară și climaterică.[12]